# Тубия, Эмерод
Э́мерод Ту́бия (англ. Emeraude Toubia, род. 1 марта 1989, Монреаль, Квебек, Канада) — американская актриса, модель, танцовщица и ведущая канадского происхождения. Наиболее известна по роли Изабель Лайтвуд в телесериале «Сумеречные охотники».

## Биография
Родилась 1 марта 1989 года в Канаде, однако выросла в Браунсвилле, штат Техас. У неё мексиканские и ливанские корни. Тубия участвовала в разных конкурсах красоты, в том числе «Мисс Техас 2010», снималась в рекламных кампаниях известных брендов и заняла пятое место во втором сезоне реалити-шоу «Model Latina».
С 2011 года Тубия состояла в отношениях с певцом Принцем Ройсом. С 2018 по 2022 год они состояли в браке.

## Фильмография
| Год       |    | Русское название    | Оригинальное название           | Роль            |
| --------- | -- | ------------------- | ------------------------------- | --------------- |
| 2010      | с  | Аврора              | Aurora                          | администратор   |
| 2013      | с  |                     | 11-11: En mi cuadra nada cuadra | Элизабет        |
| 2014      | с  | Коста Линда         | Costa Linda                     | Дульсе Ринкон   |
| 2015      | с  | Ты влюбился         | Voltea pa' que te enamores      | Стефани Карам   |
| 2015      | ф  |                     | Tattooed Love                   | Эсмеральда      |
| 2016—2019 | с  | Сумеречные охотники | Shadowhunters                   | Изабель Лайтвуд |
| 2019      | тф |                     | Love in the Sun                 | Алана           |
| 2021      | тф |                     | Holiday in Santa Fe             | Белинда Сойер   |
| 2021—2023 | с  | С любовью           | With Love                       | Лили Диас       |